# Ötödik generációs videójáték-konzolok
Az ötödik konzolgeneráció (más néven 32/64 bites korszak vagy 3D korszak) a videójátékok, videójáték-konzolok és kézi videójáték-konzolok 1993-tól 2005-ig tartó korszakára utal. A generáció legtöbbet eladott konzolja a PlayStation, a Nintendo 64 és az Sega Saturn volt.
A generációban technikai oldalon a főbb változás a 2D-ről a 3D számítógépes grafikára váltás volt. Továbbá a legtöbb konzol ROM kazetta helyett CD-t kezdett el használni.

## Otthoni videójáték-konzolok
|                         | 3DO Interactive Multiplayer                                    | Amiga CD32               | Atari Jaguar                                                                               | Sega Saturn                                                    | PlayStation                                                            | Nintendo 64                                                       |
| ----------------------- | -------------------------------------------------------------- | ------------------------ | ------------------------------------------------------------------------------------------ | -------------------------------------------------------------- | ---------------------------------------------------------------------- | ----------------------------------------------------------------- |
| Gyártó                  | Panasonic, Sanyo                                               | Commodore                | Atari                                                                                      | Sega                                                           | Sony                                                                   | Nintendo                                                          |
| Konzol                  |                                                                |                          |                                                                                            |                                                                |                                                                        |                                                                   |
| Megjelenési idő         | ÉA:1993. október 4. JP: 1994. február 7. EU: 1994. március 28. | EU: 1993. szeptember 17. | ÉA: 1993. november 23. EU: 1994. június 27. JP: 1994. november 21.                         | JP: 1994. november 22. ÉA: 1995. május 11. EU: 1995. július 8. | JP: 1994. december 3. ÉA: 1995. szeptember 9. EU: 1995. szeptember 29. | JP: 1996. június 23. ÉA: 1996. szeptember 29. EU: 1997. március 1 |
| Adathordozó             | CD-ROM                                                         | CD-ROM                   | ROM kazetta                                                                                | CD-ROM, Video CD                                               | CD-ROM                                                                 | ROM kazetta                                                       |
| Legtöbbet eladott játék | Gex                                                            | Simon the Sorcerer       | Alien vs. Predator                                                                         | Virtua Fighter 2                                               | Gran Turismo                                                           | Super Mario 64                                                    |
| CPU                     | ARM60 12,5 MHz RISC                                            | Motorola 68020 14,18 MHz | 25,59 MHz 64-bit RISC "Tom" , 26,6 MHz Risc "Jerry", 13,295 MHz 16-32 bit "Motorola 68000" | 2x 28,7 MHz Hitachi SH-2 11,3 MHz Motorola 68000               | 33,8688 MHz MIPS-architektúra R3000A                                   | 64 bites NEC VR4300 @ 93,75 MHz                                   |
| GPU                     | 25 MHz                                                         | AGA chip                 | "Tom" 25,59 MHz "Jerry" DSP                                                                | Sega VDP1 és VDP2 28,63 MHz                                    | Sony GPU                                                               | Reality CoProcessor 64 bit 62.5 MHz                               |
| Képfelbontás            | 320×240                                                        | 352×240 352×288          | 720 × 526                                                                                  | 320×240 640×240 720×576                                        | 256×224 640×480                                                        | 256×224 320×240 640×480                                           |
| RAM                     | 3 MB RAM - 2 MB DRAM - 1 MB VRAM                               | 2 MB RAM                 | 2 MB DRAM                                                                                  | 4,5 MB RAM - 2 MB SDRAM - 1,5 MB VRAM - 1 MB DRAM              | 2 MB DRAM 1 MB VRAM                                                    | 4 MB RDRAM (+8 MB RAM Expansion Pakkel)                           |
| Eladott darab           | 2 millió                                                       | kb. 100 000              | <250 000                                                                                   | 9,26 millió                                                    | 102,49 millió                                                          | 32,93 millió                                                      |

### Kiegészítők

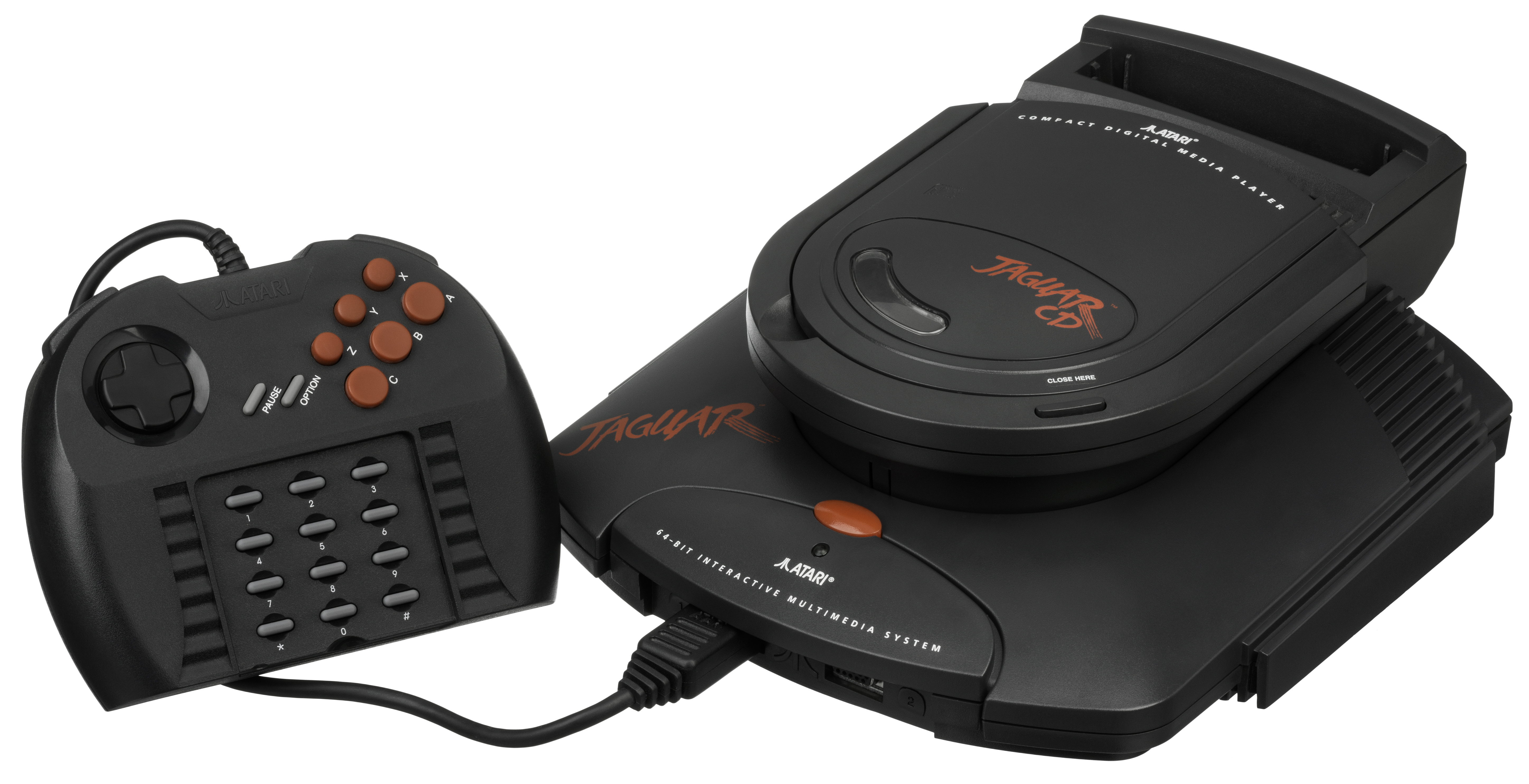
Az Atari Jaguar CD az Atari Jaguarhoz jelent meg kiegészítőként 1995-ben.
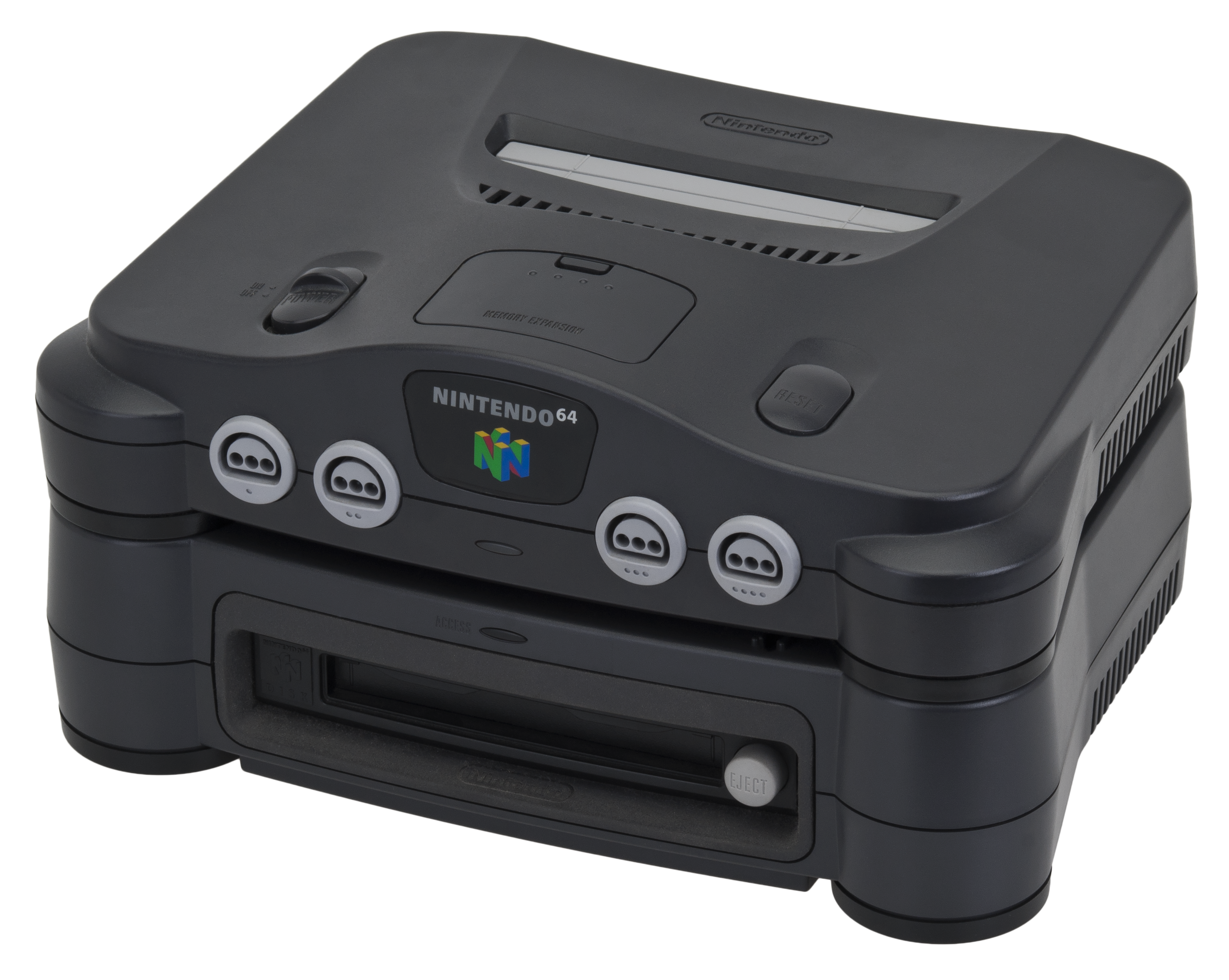
A Nintendo 64DD csak Japánban jelent meg 1999-ben.

## Kézi videójáték-konzolok

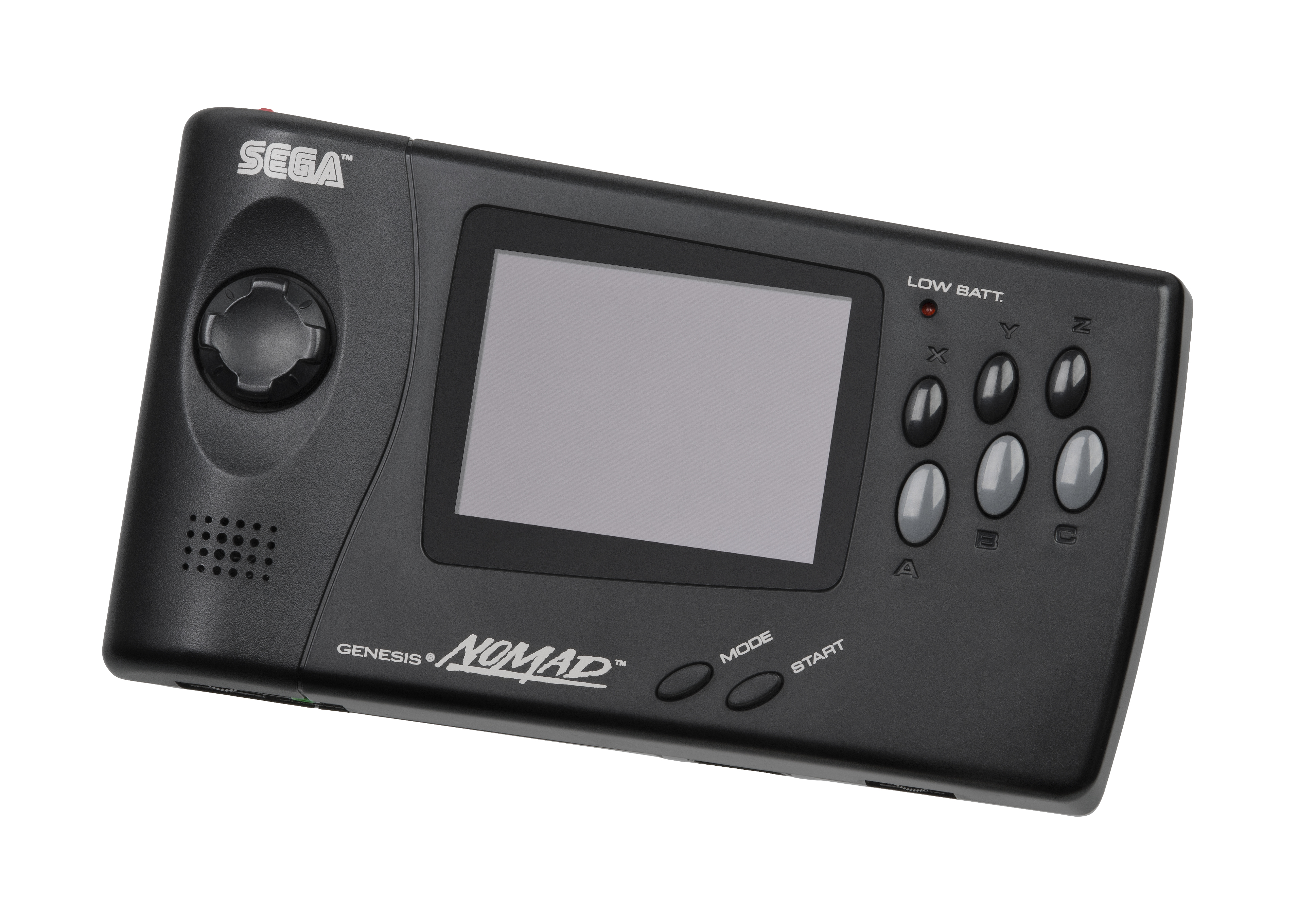
Sega Nomad
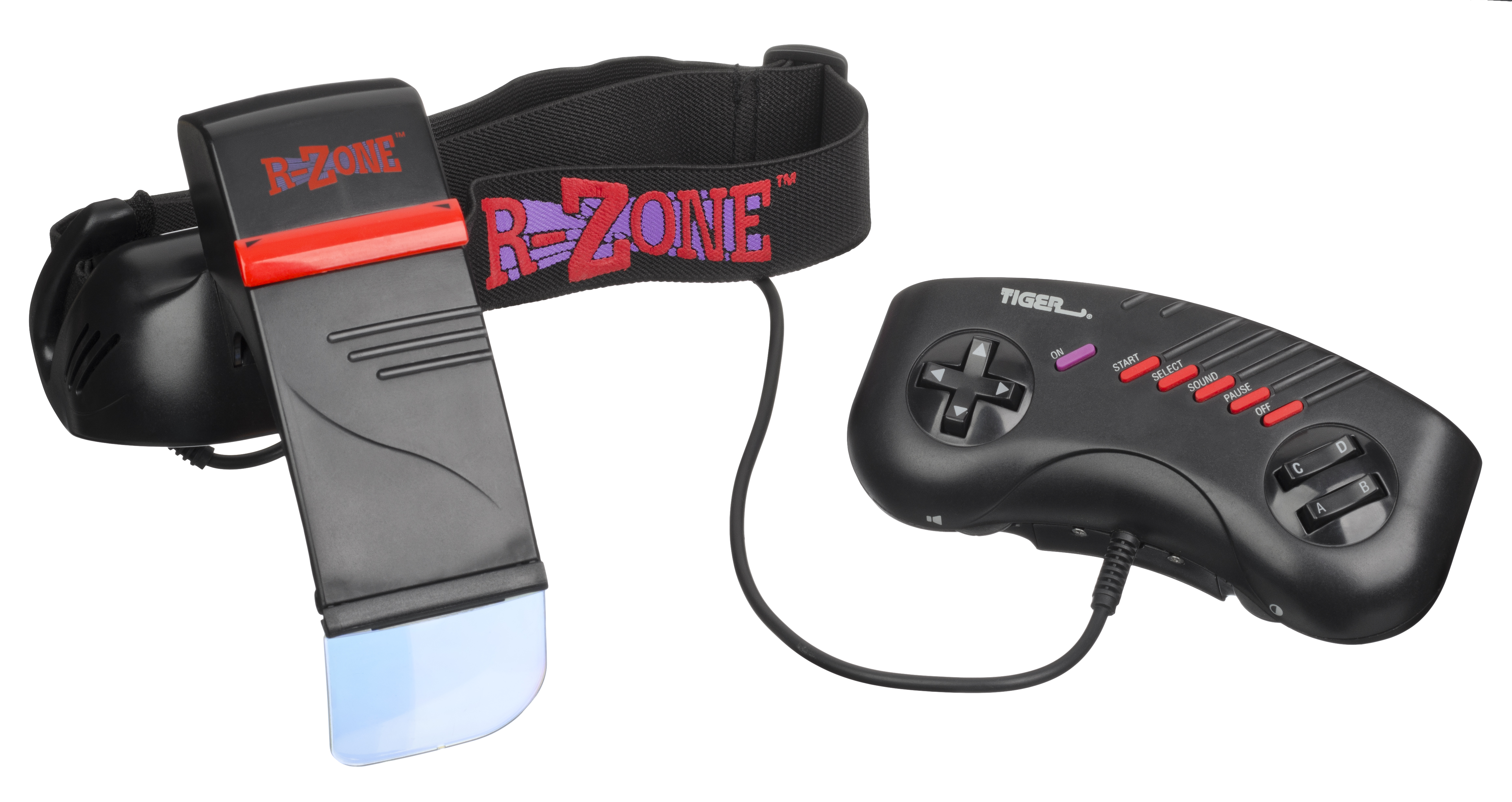
R-Zone
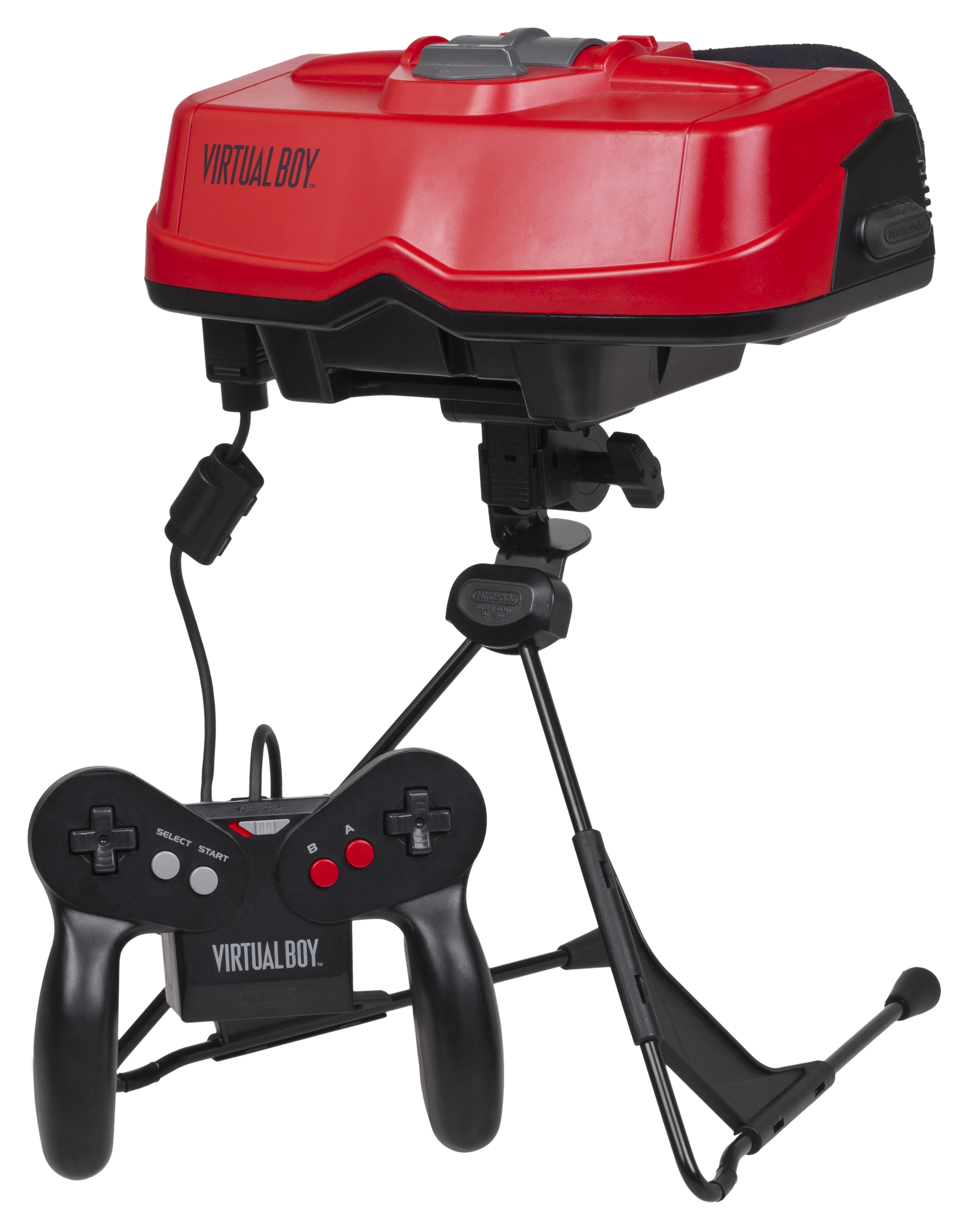
Virtual Boy
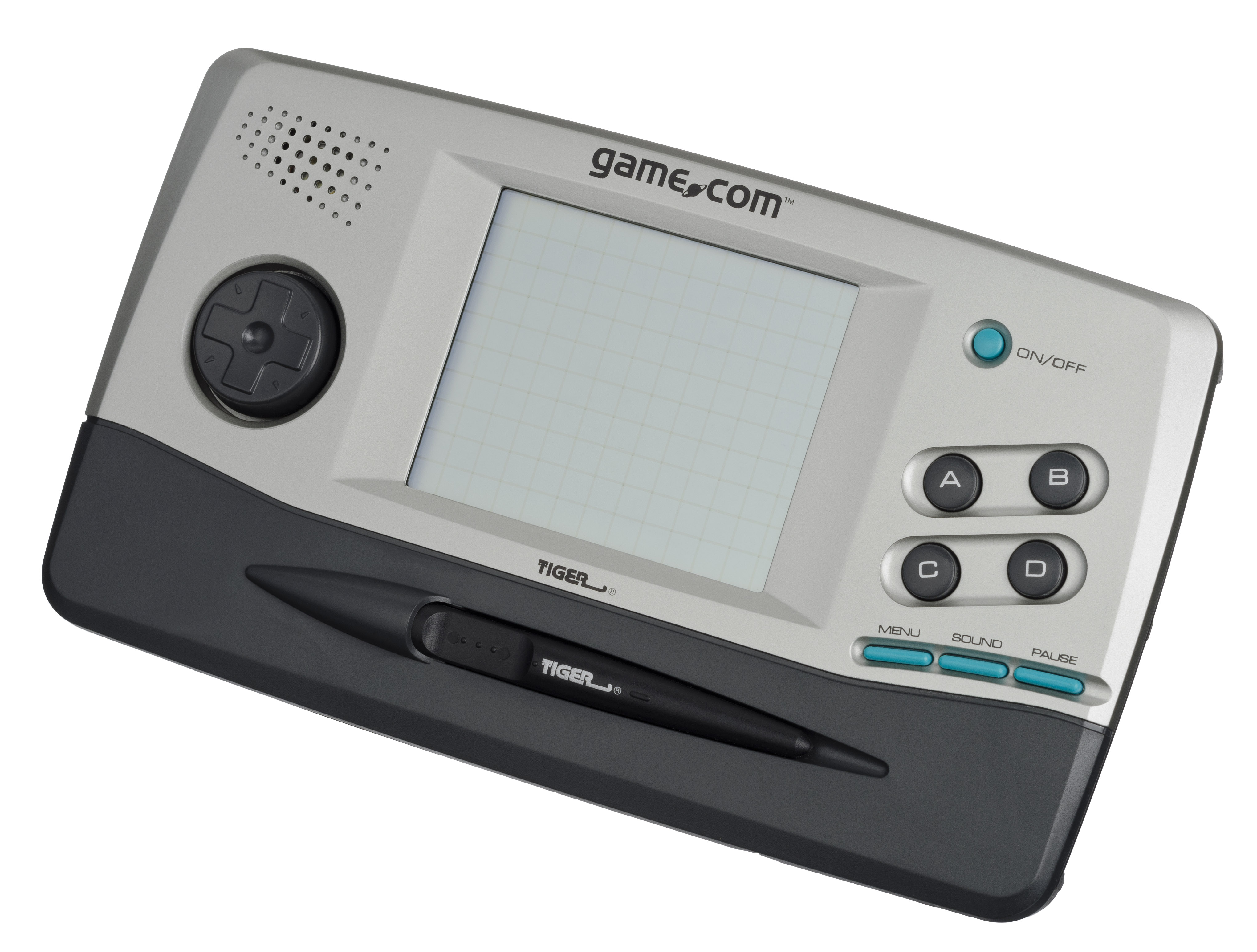
Game.com
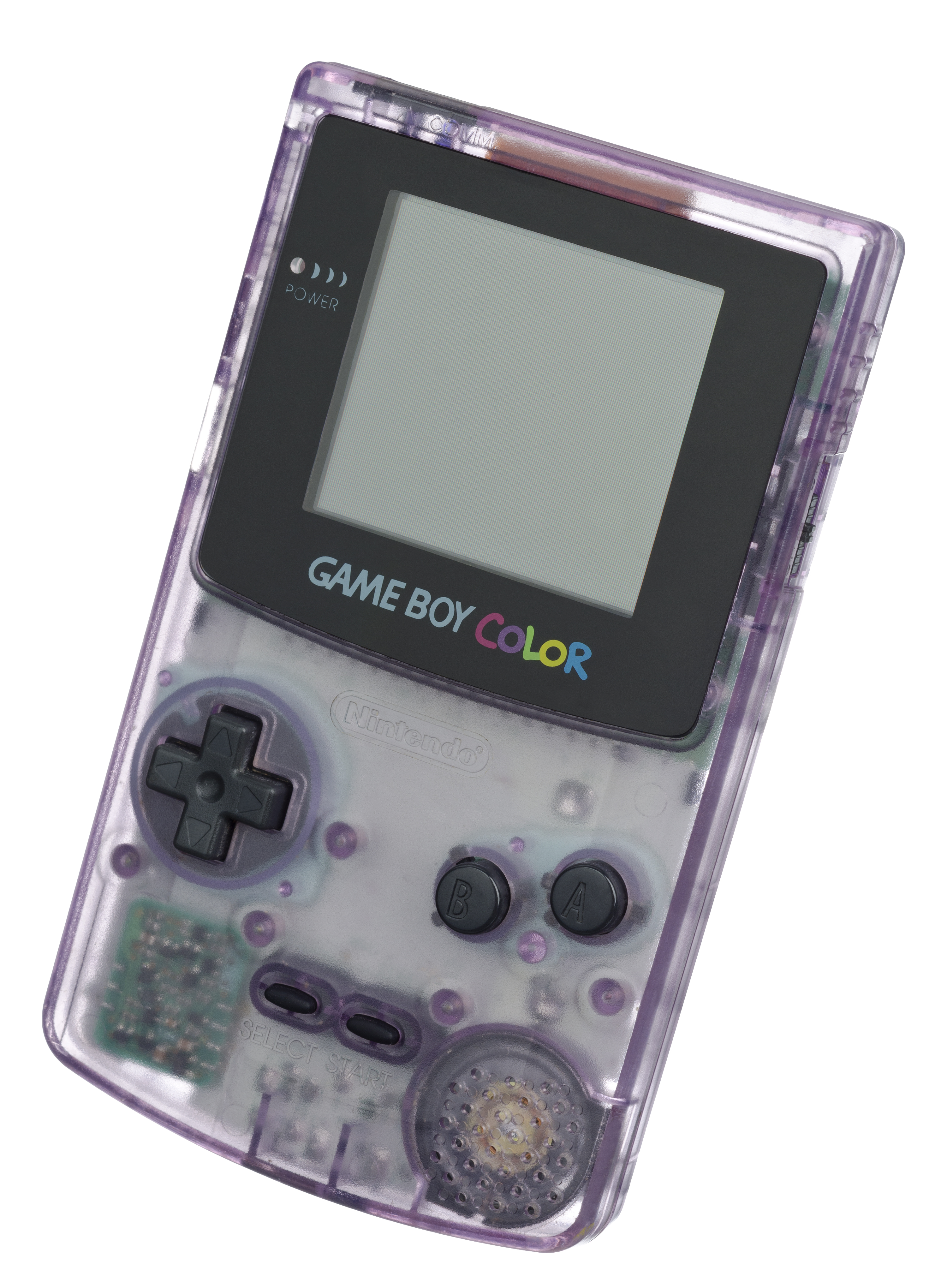
Game Boy Color
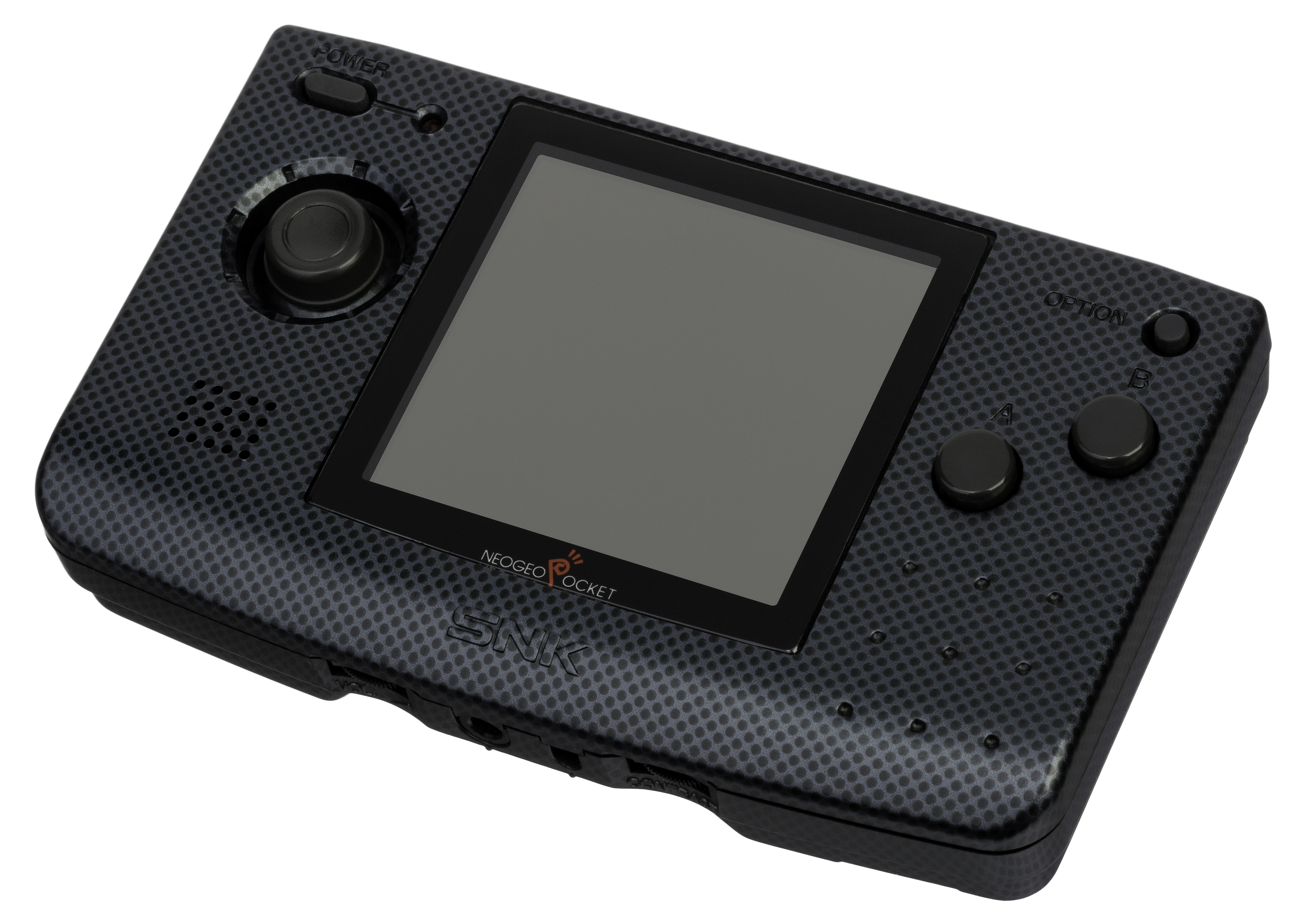
Neo Geo Pocket
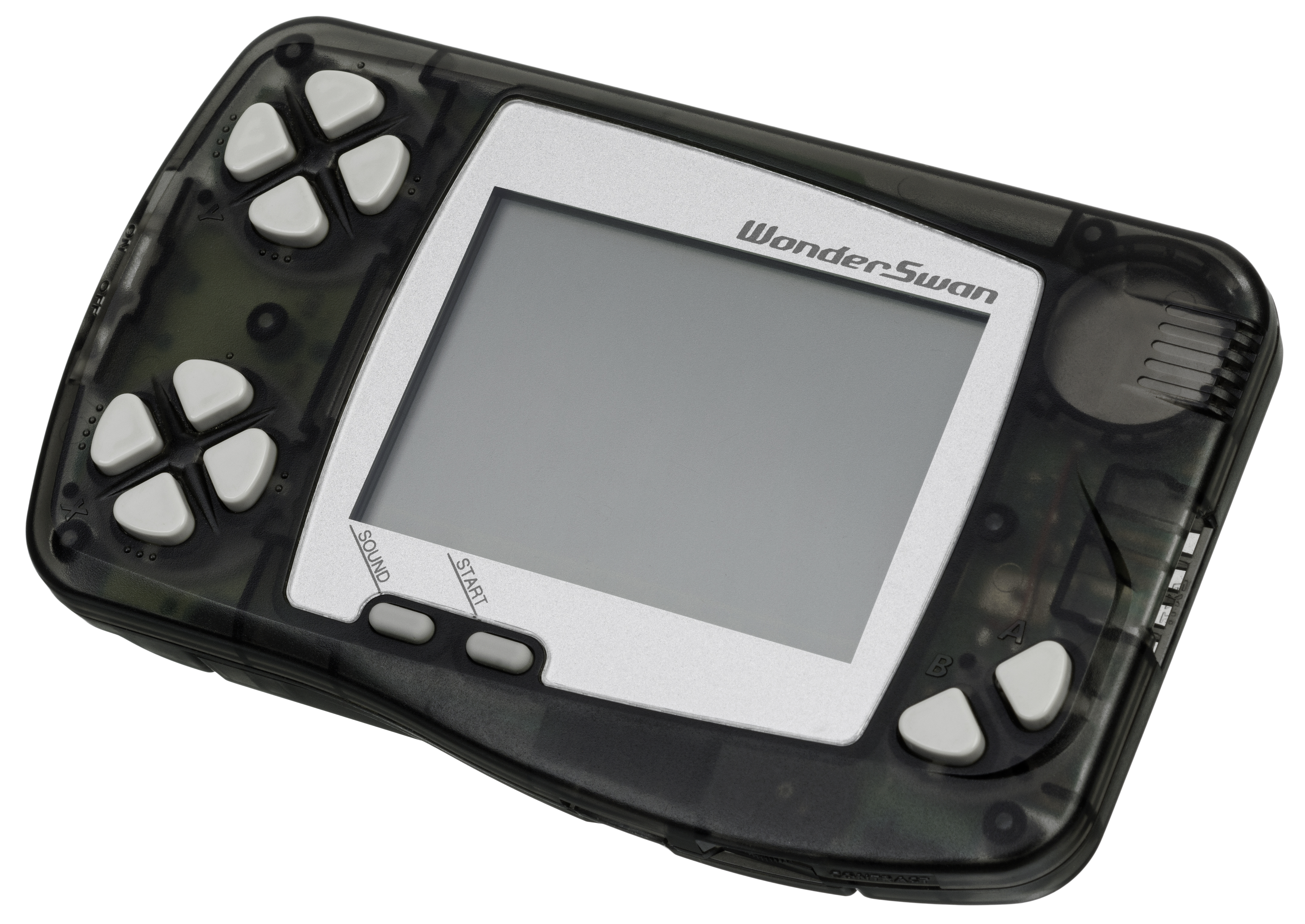
WonderSwan
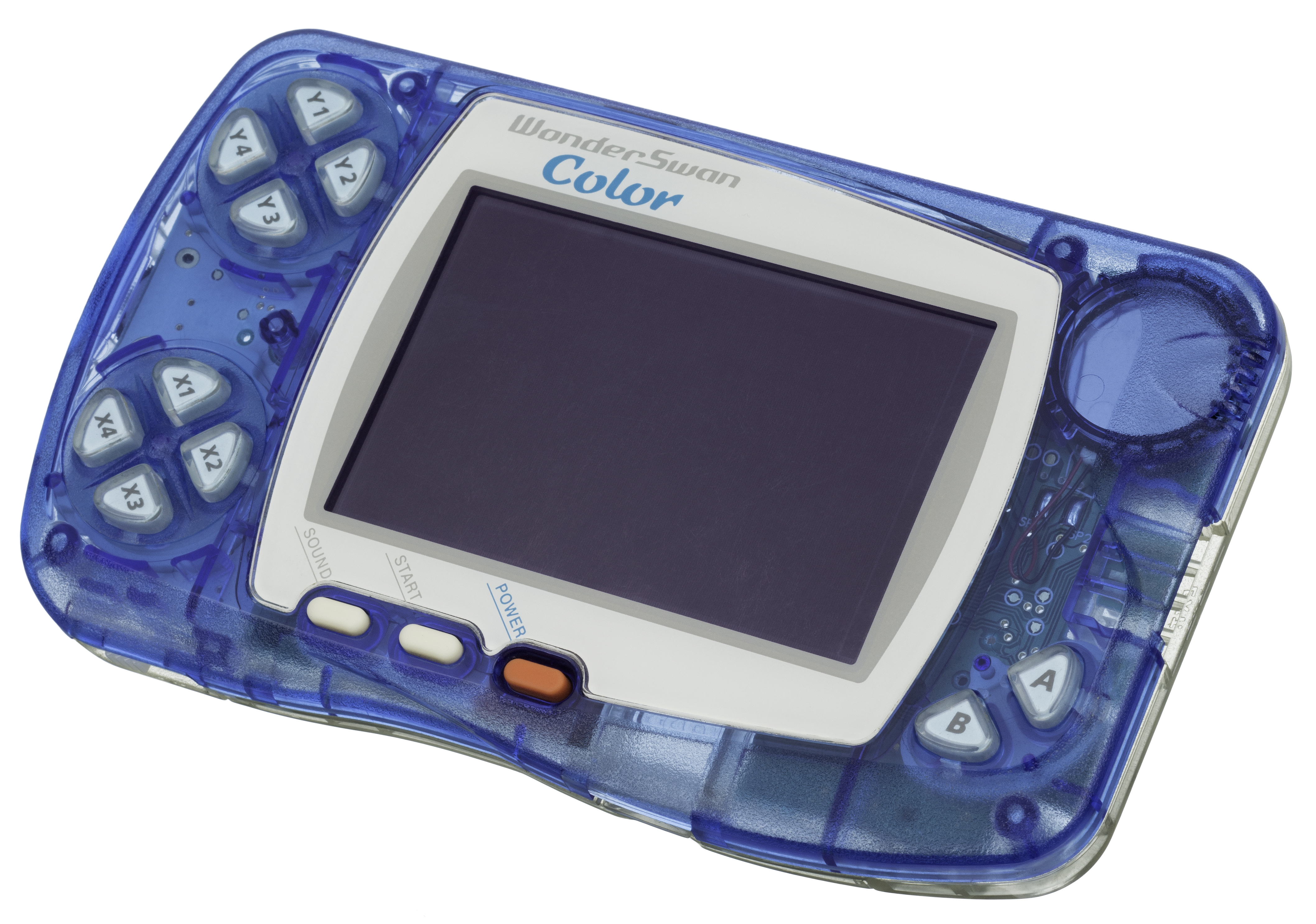
WonderSwan Color